# Astrephia
Astrephia es un género de plantas con flores perteneciente a la familia Valerianaceae. Comprende quince especies.
Está considerado un sinónimo del género Valeriana L.

## Especies seleccionadas
- Astrephia carnosa
- Astrephia chaerophylloides (Sm.) DC. - Arvegilla del Perú[3]
- Astrephia chinensis